# Gimantis assamica
Gimantis assamica är en bönsyrseart som beskrevs av Giglio-tos 1915. Gimantis assamica ingår i släktet Gimantis och familjen Mantidae. Inga underarter finns listade i Catalogue of Life.